# The Weather Girls
The Weather Girls je americké dívčí pěvecké duo, které bylo založeno v roce 1982. Skupina se zviditelnila díky klubovému hitu "It's Raining Men". Tato dívčí formace je známa i jako Two Tons O' Fun (Dvě tuny zábavy).

## Historie
Skupinu tvoří Martha Washová a Izora Armsteadová.
I když Weather Girls byla ten typ skupin, které mají ve své kariéře jen jeden pořádný popový hit (umělec jednoho hitu), skórovala především v klubech (respektive v klubové hitparádě). Všechny následující skladby se umístily na 2. příčce Hot Dance Club Play hitparády: Hi-NRG skladba "I Got the Feeling" (1981), "Just Us", "Earth Can Be Just Like Heaven" (1980)".
Tato skupina, mimo jiné, vytvořila i vokály v pozadí zpěvákovi Sylvesterovi a Bobu Segerovi.
Skupina je populární především mezi homosexuální komunitou.

## Diskografie
| Rok  | Album               |
| ---- | ------------------- |
| 1983 | Success             |
| 1985 | Big Girls Don't Cry |
| 1988 | Weather Girls       |
| 1993 | Double Tons Of Fun  |
| 1995 | Think Big           |
| 1999 | Puttin' On The Hits |
| 2005 | Totally Wild        |

| Rok  | Singl                              | US Dance | US Pop | US R&B       |
| ---- | ---------------------------------- | -------- | ------ | ------------ |
| 1980 | "Earth Can Be Just Like Heaven"    | 2        | -      | -            |
| 1980 | "I Got the Feeling"                | 2        | -      | -            |
| 1980 | "Just Us"                          | 2        | -      | 29           |
| 1982 | "It's Raining Men"                 | 1        | 46     | 34           |
| 1985 | "No One Can Love You More Than Me" | 26       | -      | -            |
| 1985 | "Well-A-Wiggy"                     | -        | -      | 76 (airplay) |
| 1993 | "Can You Feel It"                  | 2        | -      | -            |